# Maladera tridenticeps
Maladera tridenticeps är en skalbaggsart som beskrevs av Moser 1915. Maladera tridenticeps ingår i släktet Maladera och familjen Melolonthidae. Inga underarter finns listade i Catalogue of Life.